# HD 196317
HD 196317，又名CP-63 4602，SAO 254844、HR 7872，是一颗恒星，视星等为6.22，位于銀經333.09，銀緯-36.2，其B1900.0坐标为赤經20h 31m 18.9s，赤緯-63° -36.2′ 19″。